# ガージャール朝

崇高なる国ペルシア
دولت علیه ایران (ペルシア語)

国歌: ایران جوان

ガージャール朝の最大版図（1797年）

ガージャール朝（ガージャールちょう（ペルシア語音）、ペルシア語:  قاجاریه、ガージャーリヤン、カージャール朝（アラビア語音）は、18世紀末から20世紀初にかけて現在のイランを中心に支配したトゥルクマーン系ガージャール部族連合によるイスラム王朝（1796年 - 1925年）。首都はテヘラン。

## 概要
サファヴィー朝（アフシャール朝も含む）滅亡後のイランを統一して、めまぐるしく移り変わる群雄割拠の時代に終止符を打った。しかし、ガージャール朝の時代は内憂外患に悩まされ、イランの暗い時代として記憶されている。
ガージャール朝の権力基盤は弱体であった。ガージャール朝はその軍事力を部族勢力の提供する兵力に依存していたため、各部族の勢力をおさえきれなかった。また、地方太守に任じたガージャール一族も独立傾向を露わにして恣意的な統治を行うことが多く、テヘランへの税納は滞りがちとなった。したがって、国内的には必ずしも統一的安定的統治がおこなわれたとはいいがたい。脆弱な中央権力のもと、アーガー・ハーン1世マハッラーティー（Hasan Ali Shah Mehalatee）の反乱やバーブ教の反乱など内乱が相次ぎ、社会的にも不安定であった。
対外的には2度にわたるロシア帝国との戦争（1805年 - 13年、1827年 - 28年）とその敗北によってグルジアなどカフカズを失った（ゴレスターン条約、トルコマーンチャーイ条約）。また、ホラーサーンのヘラート遠征（1836年、56年）もイギリスとの確執と戦争を引き起こして失敗に終わり、今日のアフガニスタンの領域が確立する（パリ条約）。現在のイランの国境線はおおむねガージャール朝の時代に成立したものであるといえる。
こうした状況にあって19世紀後半には兵制改革や近代的教育機関の設立、金融などの改革が幾たびか試みられることになるが、十分な成果を得ることはできなかった。むしろ近代化のための費用は、ただでさえ戦費にあえぐ財政に重くのしかかり、おりからの銀のポンドに対する下落とあいまって、イランの経済的従属化を進めることになる。政府は鉄道や電信などの利権を英国を初めとするヨーロッパの商社などに売ることでこれをしのごうとした。
このような政府の動きは売国的・反イスラーム的との印象を与えた。政府に対する異議申し立ての活動が活発化し、1891年にはタバコ利権の売り渡しに端を発するタバコ・ボイコット運動が起こる。政府は改革の推進と公正なるイスラーム的統治という矛盾する目的を同時に追求せざるをえず、ますます混迷を深め、1905年 - 11年のイラン立憲革命の勃発に至り、ついに立憲議会制を導入する。
そのあいだにも1907年の英露協商で南北それぞれがイギリスとロシアの勢力圏と定められるなど、ガージャール朝はもはや緩衝国としての役割を担うに過ぎない状態となった。立憲革命もロシア軍の介入でうやむやのうちに終わった。命数を使い果たしたガージャール朝は1925年、パフラヴィー朝に代わり、以降イランは国民国家イランとして近代化の道を進むことになる。
ガージャール朝の時代はこのようにきわめて不安定な時代ではあったが、現代イランのさまざまな要素が芽生えたのもこの時代であった。多くの伝統が定着したのはガージャール朝時代であった。ガージャール朝の弱さは「イラン国民」という意識を目覚めさせ、一方でシーア派イスラームと政治との関わりを濃密なものとさせたともいえる。
1779年から1926年までのガージャール朝時代のイランの地図のコレクション、および1807年から1925年までのガージャール朝におけるイランの国際関係に関する文書群は、世界の記憶に登録されている。

## 歴史

### 草創の時代
ガージャール部族連合はトルコマーン系の遊牧部族連合でサファヴィー朝ではキズィルバーシュの一翼をなし、サファヴィー朝期には今日のナゴルノ・カラバフ自治州のカラバフ、のち同朝末にはアスタラーバード（波: اَستِر آباد Asterābād、今日のイラン・ゴレスターン州ゴルガーンの旧称）を本拠としていた。ガージャール部族連合はおおむねデヴェルーとコユンルーという2集団に大別でき、互いに勢力を争っていた。

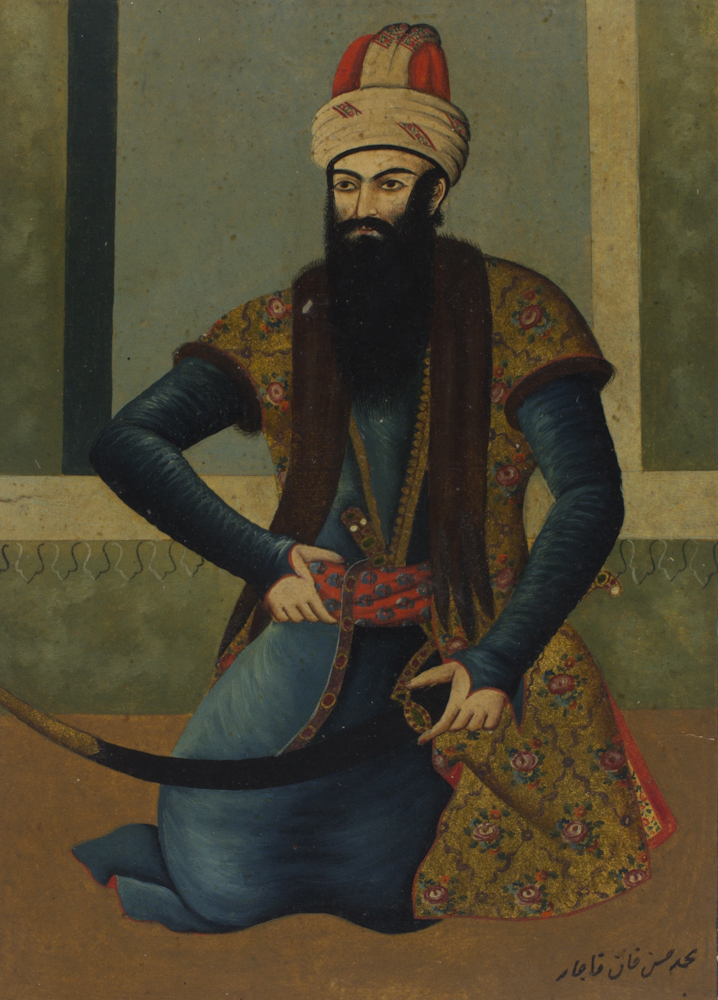
ムハンマド・ハサン・ハーン

コユンルーのムハンマド・ハサン・ハーンは、サファヴィー朝末期以降の群雄割拠の時代にあってアフシャール朝のナーディル・シャーとの合従連衡において頭角をあらわす。ナーディル・シャー没後、ムハンマド・ハサン・ハーンはギーラーン、マーザンダラーン、ゴルガーンのカスピ海沿岸部を押さえる一大勢力となり、イラン南東部を本拠とするザンド朝のカリーム・ハーンと争うようになった。
抗争のなかでムハンマド・ハサン・ハーンの息子、アーカー・ムハンマド・ハーンはザンド朝の手に落ちる。カリーム・ハーンはガージャール部族連合内の争いから利を得るため、彼を首都シーラーズに抑留して手元におく一方、彼と敵対するデヴェルーを支援した。1758年、父ムハンマド・ハサン・ハーンが没するとアーカー・ムハンマド・ハーンはガージャール部族連合の一方コユンルーの長となり、ザンド朝宮廷に席を占める。
アーカー・ムハンマド・ハーンは1779年、カリーム・ハーンが没するとシーラーズを脱出し、1781年、ロシアを撃退してアスタラーバードでデヴェルーを抑えて、ガージャール部族連合内の権力を確立した。これをもってガージャール朝の成立とすることがある。
アーカー・ムハンマド・ハーンは以降ザンド朝と争いながら北部イランに勢力を広げていく。1785年までにカスピ海沿岸をほぼ押さえ、テヘランに本拠を移した。これはイラン政治の重心が北西イランへと移動したことも示しており、レイ近郊の小さな街にすぎなかったテヘランは成長を続け、今日に至るまでイランの首都となる。1794年にはルトフ・アリー・ハーンを捕らえてザンド朝を滅ぼした。
しかし、1783年にロシア帝国とカルトリ・カヘティ王国（1762年 - 1798年）の間でギオルギエフスク条約が締結され、グルジアがロシアにたびたび保護を求めるグルジア問題が始まると、1795年グルジアへ遠征してイラン王朝伝統の宗主権を再確立し、ティフリス（今日のトビリシ）まで攻略した。

### 建国

#### アーガー・モハンマド・シャー
アーカー・ムハンマド・ハーンはテヘランに戻り、1796年、シャーとして戴冠、アーガー・モハンマド・シャーを名乗った（以降、現代ペルシア音で記す）。続いて北東のホラーサーン方面に目を転じてマシュハドを確保、さらに名目的に命脈を保っていたアフシャール朝を滅ぼし、ほぼサファヴィー朝の領域を確保するに至った。
1796年夏、ロシアがグルジア遠征軍を起こしたが（en:Persian Expedition of 1796）、エカチェリーナ2世の死去に伴って中止された。アーガー・モハンマド・シャーは翌年春、ブハラ遠征に代えてグルジア安定のためにテヘランを出発したが、その途上1797年6月19日、暗殺された。グルジア問題は以降ガージャール朝歴代の懸案としてロシアとの対立をもたらし、やがてロシア・ペルシア戦争（第一次ロシア・ペルシア戦争・第二次ロシア・ペルシア戦争）を招くことになる。

### ロシアとの抗争とカフカスの喪失

#### ファトフ・アリー・シャー
アーガー・ムハンマド・ハーンは幼時に去勢されていたため子がなかった。大宰相（サドレ・アーザム）のハジ・エブラーヒーム（fa）・キャラーンタル・シーラーズィーはアーガー・ムハンマド・ハーンの死去によって瓦解する兵力を再編成し、ファールスの太守であった前シャーの甥ソルターン・バーバー・ハーンをテヘランに迎えた。これが第2代ファトフ・アリー・シャー（1797年7月28日即位、翌年3月19日戴冠）である。ファトフ・アリー・シャーはイラン国内での評判は必ずしも高くない。彼の生涯で特筆すべきものはハレムの規模が大きかったことであり、約100人の子どもがいたとされる。
ファトフ・アリー・シャーは即位早々にアーガー・ムハンマド・ハーンの盟友たる有力部族長たち、アフシャール朝やザンド朝の残党、叔父や兄弟などの一族からの挑戦を受けることになった（1798年中にアゼルバイジャンにおいて、クルドのサーデグ・ハーン・シャガーギー、南部のモハンマド・ハーン・ザンド、弟ホセインゴリー・ハーンなど）。ファトフ・アリー・シャーはこれらを一つ一つ退け、ガージャール王権を確立する。
また、1801年4月には建国の功臣・大宰相エブラーヒーム・キャラーンタル・シーラーズィーを罷免、のちに処刑している。これはザンド朝以降、イラン東部・南部に広大な土地を所有したペルシア人文人官僚（タージーク）らの基盤を王権に回収することをねらったものであると同時に、北西イランのアゼルバイジャン閥官僚らによる陰謀という北西対南東の地方的権力闘争の面も持っていた。
このようにファトフ・アリー・シャーは王権の確立に努めたが、ガージャール朝の権力基盤たる部族長や一族の権力を徹底的に削ぐことはできず、打撃を与えたのちに懐柔する微温的な選択をせざるをえなかった。地方統治のためにファトフ・アリー・シャーは徐々に自らの子を各地の太守に任じて結束を固めていく。もっとも顕著なものは太子アッバース・ミールザーのタブリーズ太守への起用である。
これ以降、ガージャール朝の太子（ワーリー・アフド）はタブリーズ太守としてアゼルバイジャンに常駐することになり、タブリーズはガージャール朝の事実上の副都となった。各地に分封された王子らは、任地において地方宮廷を営んで土着の部族長らと関係を深めた。その結果、王権はシャーの代替わりごとに独立傾向の強い一族による挑戦を受けることになるのである。
アーガー・ムハンマド・ハーンによるカフカズ回収作戦はグルジアをロシアへ接近させ、1800年に東部グルジアはロシアに併合された。これを認めないガージャール朝とロシアとの争いは1804年以降、散発的な武力衝突となり、第一次ロシア・ペルシア戦争が勃発する。この戦いを指揮したのはアッバース・ミールザーであった。
彼はロシアとの争いを通じて、戦いの都度、部族民から編成される軍の近代化の必要性を実感、兵制改革を進め、洋式軍ネザーメ・ジャディードを編成している。これがイランにおける近代化の嚆矢といえる。アッバース・ミールザーは連年アラス川を越えて交戦しエレバンを確保し戦争を優勢に進めた。1810年には宗主権のイランへの返還を含む和平条約がロシアから申し出られたがこれを拒否、かえって1812年アスラーン・デジュの戦いで決定的な敗北を喫してしまう。
この結果、ナポレオン・ボナパルトのロシア遠征によるヨーロッパ情勢の急激な展開、とりわけティルジット条約の瓦解によるイギリスとロシア帝国の接近を背景に、イギリスの仲介によりゴレスターン条約（1813年9月13日調印）が締結され、ガージャール朝はグルジアやバクーなどアゼルバイジャン北半を失った。
ロシアはカフカスを完全に掌握するために、コーカサス戦争（1817年 - 1864年）を開始。カフカズ西部でのロシアの活動を黙認したオスマン帝国との間にもオスマン・イラン戦争の戦端が開かれ、ギリシャ独立戦争（1821年 - 1829年）に忙殺されるオスマン帝国を圧倒して一時はバグダードを落とす勢いであったが、こちらもイギリスの介入があり1823年7月28日にエルズルム条約（First Treaty）で終結した。
1826年、第二次ロシア・ペルシア戦争が勃発。1828年、トルコマーンチャーイ条約（第二次ロシア・ペルシア戦争の講和条約）が締結され、カージャール朝イランはロシアへアーザルバーイジャーン（タリシュ・ハン国）およびアルメニア（エレバン・ハン国とナヒチェヴァン・ハン国への宗主権を承認）を割譲したが、この間の1827年にロシアがナヴァリノの海戦に参戦したことをきっかけに、1828年にオスマン帝国が露土戦争 (1828年-1829年)を始めると、1830年にナクシュバンディー教団がイマーム国を建国し、さらにクリミア戦争（1853年 - 1856年）を挟んだことで、コーカサス戦争は泥沼化した。
1847年5月31日にエルズルム条約（Second Treaty）により、1639年のガスレ・シーリーン条約の国境線が再確定された。

### イギリスとロシアによる半植民地化の時代

#### モハンマド・シャー
ファトフ・アリー・シャーの後を継いだのが、モハンマド・シャー（在位1836年 - 1848年）である。彼の時代にはイギリスの南方からの進出が進み（第一次アフガン戦争、1839年 - 1842年）、1839年、1841年の2回にわたりヘラートが陥落し、イギリスもまた、ロシアが持つ最恵国待遇を獲得することに成功した。それ以降、イランの半植民地化が徐々に進行することとなった（グレート・ゲーム）。
この時代、ガージャール朝に対し、アーガー・ハーン1世をリーダーとするイスマーイール派の反乱と、セイイェド・アリー・モハンマド（通称バーブ）が組織したバーブ教徒の反乱が頻発するようになった。前者の鎮圧により、アーガー・ハーン家はインドへの逃亡を余儀なくされるが、インドで経済的に成功を収める契機となっていく。深刻であったのはバーブ教の存在であった。バーブは1844年3月24日、突如として「神の啓示」を受けたとし、自らを「神隠れしたイマーム」そのものを自認していった。バーブの布教活動は王政とシーア派宗教社会自体に打撃を与えると同時に、ガージャール朝の支配、ヨーロッパ進出を公然と批判していった。1848年、モハンマド・シャーが崩御するとバーブ教徒はついに蜂起を果たす。

#### ナーセロッディーン・シャー

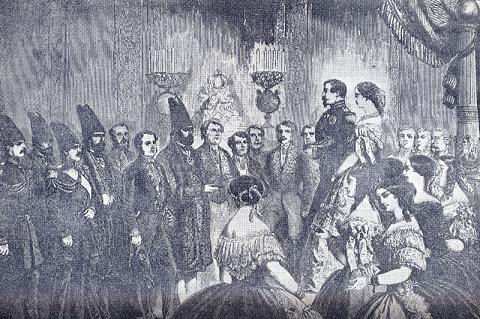
ナポレオン3世宮廷への大使アミーノッドウレ

モハンマド・シャーの後を継いだナーセロッディーン・シャー（在位1848年 - 1896年）は、ロシアの協力を得た。セイイェド・アリー・モハンマドを開祖とするバーブ教徒の反乱が各地で勃発し、その鎮圧に翻弄されていたが、アミール・キャビールがバーブ教徒の反乱の鎮圧に活躍し、1850年にアリー・モハンマドは銃殺された（en:Execution of the Báb）。アミール・キャビールの手によって、イランは近代化の推進が行われるが、1852年にアミール・キャビールがナーセロッディーン・シャーの手によって暗殺されると改革は停滞した。アリー・モハンマドの高弟ミールザー・ホセイン・アリーはイラクに追放され、バハイ教を興した。
ナーセロッディーン・シャーがその後採った政策とは、アフガニスタン首長国（en）領ヘラートへの進出（アングロ・ペルシア戦争、1856年-1857年）であった。1855年にアフガニスタンはガージャール朝の侵攻を警戒して、イギリスとペシャーワル条約（英: Treaty of Peshawar）を締結し、両国の相互防衛関係を築いていた。ナポレオン3世の仲裁でストラトフォード・カニングとアミーノッドウレ（ペルシア語: هشتپر、フランス語: Amīn od-Doule）の交渉が行なわれた結果（パリ条約）、ガージャール朝がヘラートから手を引くと、ロシアの中央アジアへの進出を呼び込み（en:Expansion of Russia 1500–1800）、ブハラ・ハン国（1868年）、ヒヴァ・ハン国（1873年）を次々と保護国化し、コーカンド・ハン国（1876年）を併合した。このロシアの中央アジア進出は、第二次アフガン戦争（1878年–1880年）を誘発し、1879年5月26日のガンダマク条約締結によりアフガニスタン首長国（en）はイギリスの保護国となった。

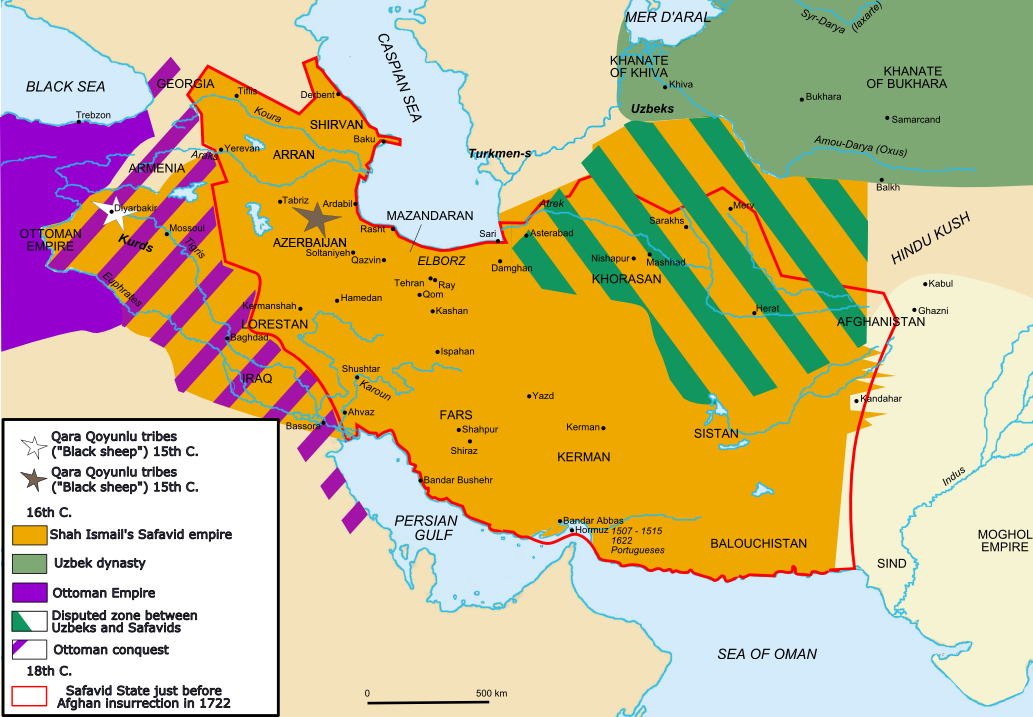
15世紀から18世紀のイラン領土の変遷。

そして、パリ条約で関税自主権を失い、ヨーロッパ各国へ経済的権益を供与することにもなった。また、ヨーロッパ流の贅沢をシャーが受けたことによって、農民に重税を課した。イギリスとロシアによるイランの半植民地化を進めていく中で、イラン経済は世界経済に組み込まれていくようになったが、廉価な織物製品が海外から流入したことにより、ますます疲弊していった。1872年のポール・ジュリアス・ロイターに「ロイター利権」（英: Reuter Concession）が供与されたが、ロシアとバーザール商人の反対に遭って権利を放棄したが、その代償として1885年にペルシア帝国銀行を設立した。これにより、イギリスによる財政・金融支配が始まった。外国人による経済的権益の争奪合戦が展開されるようになった。
その頂点に達したのが1890年のジェラルド F.タルボットに供与された「タバコ利権」（英: Tobacco Règie）であった。この供与自体は当初秘密であったが、イスタンブールのペルシャ語日刊紙『アフタル』（ペルシア語: اختر - Akhtar）の報道によって明るみに出た。エジプトのウラービー革命（1879年 - 1882年）を皮切りにイスラーム世界ではパン・イスラーム主義が高揚しており、約2年間、イラン国内は騒擾状態となった。1892年の聖職者とバーザール商人が団結して起こしたこの運動をタバコ・ボイコット運動という。最終的にはイラン政府の利権買戻しで決着したが、イラン人のナショナリズムが高揚する契機となった。1896年に、ジャマールッディーン・アフガーニーの弟子ミールザ・レザー・ケルマーニーによって、ナーセロッディーン・シャーは暗殺された。

### イラン立憲革命と滅亡

#### モザッファロッディーン・シャー
1901年にイランで石油が発見されると、イラン経済はますますイギリスの従属下へと転落していった。いわゆる「ダースィー利権」（英: D'Arcy Concession）とアングロ・ペルシャン石油会社が創設された。
イラン国内はガージャール朝変革の待望が起きた。その際、日露戦争で大国ロシアが日本に負けるという事実、また、ロシアのロシア第一革命を支えにイラン人の改革意識が高まった。1905年12月、テヘランのモスクに聖職者とバーザール商人が集合し、「公正の家」の設立を要求することを契機にイラン立憲革命が始まった。第5代のモザッファロッディーン・シャー（在位1896年 - 1907年）はいったん彼らの要求を受け入れたが、その約束を履行する姿勢を採らなかったためにアガー・サイイェド・ジャマーロッディーン・エスファハーニー、シェイフ・モハンマド・ヴァーエズといった説教師がテヘランから追放される事態になると、翌年の7月には14,000人あまりがイギリス公使館に避難（バスト）する事態へと発展した。その結果、シャーは議会の開設要求に応じざるをえなくなった。同年12月にはベルギー憲法を模した形で、イランで初めての憲法が起草された。

#### モハンマド・アリー・シャー
1907年8月31日の英露協商で両国間でイランの勢力範囲が定められた。そのため、モハンマド・アリー・シャー（在位1907年 - 1909年）とともにクーデターで第一次立憲制を崩壊させ、タブリーズの立憲派を追いつめた。しかし、立憲派軍がテヘランへ向かうとモハンマド・アリー・シャーは亡命し、第二次立憲制となった。

#### アフマド・シャー

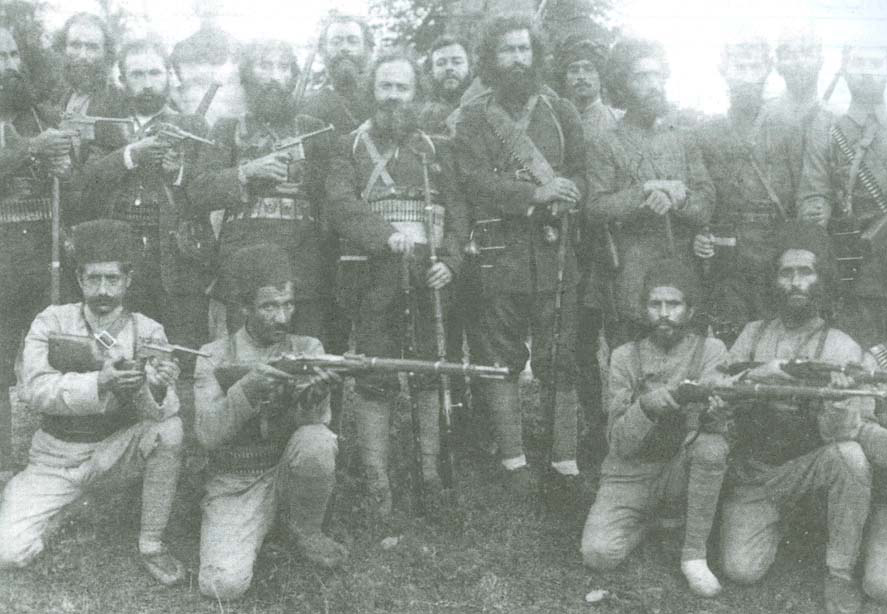
ジャンギリー運動のパルチザン

このクーデターに反発するミールザー・クーチェク・ハーン・ジャンギリーによるジャンギャリー運動（1914年-1921年）が起こった際も、イギリスとロシア帝国が侵入した。
第一次世界大戦の勃発すると、オスマン帝国軍の侵攻により、ガージャール朝の混乱は拍車がかかった。1917年にイギリスはロシア内戦への干渉（en:Allied intervention in the Russian Civil War）の前線基地としてイランを利用したが、その結果、無政府状態へと転落し、王朝の権威は失墜していった（ギーラーン共和国、ホラサーン自治政府、クルディスタン王国）。この混乱を収束させたのが、ペルシア・コサック旅団の軍人レザー・ハーンであった。1921年2月21日にレザー・ハーンはペルシア・クーデターを起こし、2月26日にソ連とロシア・ペルシア和親条約を締結。レザー・ハーンはアフマド・シャー（在位1909年-1925年）に迫り、軍隊改革を断行し、軍隊を自らに忠実な組織に改編させ、イラン中央部で暗躍していた遊牧民の反乱を平定していった（シムコ・シカクの反乱、シャイフ・ハザールの反乱）。1925年10月31日、ペルシア議会は5対85で王朝の廃止を決議。同日、アフマド・シャーは皇太子とともに特別列車でフランスへ逃れた。同年12月12日、ペルシア議会は満場一致でレザー・ハーンを国王として認めたことから、1926年4月25日、即位式が行われた（パフラヴィー朝）。ガージャール朝は滅亡したが、亡命政府がアメリカ合衆国を拠点に存在する。

## 歴代シャー
称号はサファヴィー朝以降の伝統によりシャーを名乗る。当記事ではガージャール朝以降は現代ペルシア語音でカナ転写する。カッコ内はアラビア語／前近代ペルシア語音。
1. アーガー・モハンマド・シャー（1796年 - 1797年、アーカー・ムハンマド・シャー）
2. ファトフ・アリー・シャー（1797年 - 1834年）
3. モハンマド・シャー（1834年 - 1848年、ムハンマド・シャー）
4. ナーセロッディーン・シャー（1848年 - 1896年、ナースィル・アッディーン・シャー）
5. モザッファロッディーン・シャー（1896年 - 1907年、ムザッファル・アッディーン・シャー）
6. モハンマド・アリー・シャー（1907年 - 1909年、ムハンマド・アリー・シャー）
7. アフマド・シャー（1909年 - 1925年）